# Куриленко Володимир Михайлович
Володимир Михайлович Куриленко (18 листопада 1948 — 15 листопада 2012) — український мовознавець, діалектолог. Ректор Глухівського педагогічного інституту ім. С. М. Сергєєва-Ценського (1990—1995).

## Життєпис
Народився в селі Тальки Новоград-Волинського району Житомирської області. У 1970 році закінчив філологічний факультет Житомирського педагогічного інституту й почав працювати вчителем української мови і літератури в  Червоновільській восьмирічній школі Новоград-Волинського р-ну. Після служби в армії (1972—1973) вчителював у Городницькій СШ Житомирської обл.
Із 1974 року обіймав посади асистента, викладача, старшого викладача, завідувача кафедри мов і літератури Глухівського педагогічного інституту. Із 1987 по 1988 рік виконував обов'язки декана факультету підготовки вчителів початкових класів. У вересні 1988 року перевівся на посаду доцента кафедри української мови Рівненського педагогічного інституту.
Із 1990 по 1995 рік обіймав посаду ректора Глухівського педагогічного інституту ім. С. М. Сергєєва-Ценського, а з 1998 по 2006 року — декан факультету української мови та літератури.
Доцент із 1986 року. У 1985 році захистив кандидатську дисертацію «Лексика тваринництва у поліських говорах» (науковий керівник — доктор філологічних наук, професор Микола Никончук). Володимир Михайлович займався громадською діяльністю — брав участь у місцевому осередку «Просвіти», був головою літературного об'єднання «Українська хвиля».

## Автор наукових праць
В. М. Куриленко є автором підручників і посібників з історичної граматики, старослов'янської мови. Працював у царині діалектології. Зокрема йому належать монографії та лінгвогеографічні праці «Лексика тваринництва поліських говорів» (1991), «До ареалогії та стратиграфії північних (поліських діалектів)» (2001), «Полісся: діалектна ареалогія та стратиграфія» (2004), «Атлас лексики тваринництва у поліських діалектах» (2004), «Східне Полісся: лінгвістичний та історико-археологічний аспекти» (у співавторстві) (2006).

## Нагороди та відзнаки
- «Почесна відзнака голови Сумської обласної державної адміністрації»,
- «За наукові досягнення»,
- «Відмінник освіти України»,
- «Заслужений працівник освіти України».